# Martina Halinárová
Martina Halinárová nata Jašicová (Dolný Kubín, 22 aprile 1973) è un'ex biatleta slovacca.
Agli inizi della carriera, prima della dissoluzione della Cecoslovacchia, fece parte della nazionale cecoslovacca; durante il primo matrimonio gareggiò come Martina Schwarzbacherová.

## Biografia
In Coppa del Mondo ottenne il primo risultato di rilievo il 17 dicembre 1992 a Pokljuka (9ª) e l'unica vittoria, nonché primo podio, il 9 marzo 1995 a Lahti.
In carriera prese parte a cinque edizioni dei Giochi olimpici invernali, Lillehammer 1994 (15ª nella sprint, 6ª nell'individuale), Nagano 1998 (7ª nella sprint, 46ª nell'individuale, 4ª nella staffetta), Salt Lake City 2002 (13ª nella sprint, 8ª nell'inseguimento, 9ª nell'individuale, 5ª nella staffetta), Torino 2006 (16ª nella sprint, non conclude l'inseguimento, 34ª nell'individuale, 10ª nella staffetta) e Vancouver 2010 (54ª nella sprint, non conclude l'inseguimento, 44ª nell'individuale, 13ª nella staffetta), e a tredici dei Campionati mondiali, vincendo una medaglia.

## Palmarès

### Mondiali
- 1 medaglia:
  - 1 argento (inseguimento[2] a Kontiolahti/Oslo 1999)

### Coppa del Mondo
- Miglior piazzamento in classifica generale: 8ª nel 1993
- 4 podi (3 individuali, 1 a squadre[1]), oltre a quello ottenuto in sede iridata e valido anche ai fini della Coppa del Mondo:
  - 1 vittoria (individuale)
  - 3 terzi posti (2 individuali, 1 a squadre)

#### Coppa del Mondo - vittorie
| Data         | Località | Nazione   | Spec. |
| ------------ | -------- | --------- | ----- |
| 9 marzo 1995 | Lahti    | Finlandia | IN    |

Legenda:

IN = individuale